# Порцано (Терни)
Порцано је насеље у Италији у округу Терни, региону Умбрија.
Према процени из 2011. у насељу је живело 9 становника. Насеље се налази на надморској висини од 430 м.